# Giacinto Schiatti
Giacinto Schiatti (auch: Hiacinto Schiatti; * in Ferrara (?); † 24. Dezember 1776 in Karlsruhe) war ein italienischer Komponist, Violinist und Kapellmeister.

## Leben
Schiatti soll aus Ferrara stammen, ansonsten ist über seine Herkunft und Ausbildung nichts bekannt.
Ernst Ludwig Gerber zufolge soll Schiatti 1747 Violinist an der kaiserlichen Hofkapelle in Sankt Petersburg geworden sein. Ab 1751 spielte er im Orchester des Stuttgarter Hoftheaters Violine. 1754 wechselte er zum Orchester des Prinzen von Durlach, wo er laut dem Titelblatt seiner sechs Violinsonaten op. 1 die Position des Kapellmeisters innehatte. Nach dem Tod von Johann Melchior Molter wurde er 1765 zunächst Konzertmeister und ab dem 3. Januar 1766 als letzter Italiener Hofkapellmeister der Markgräflich Badischen Hofkapelle. Nach seinem überraschenden Tod 1776 wurde Joseph Aloys Schmittbaur am 22. Januar 1777 als sein Nachfolger bestallt.
Nach dem Urteil von Christian Friedrich Daniel Schubart war er nur ein mittelmäßiger Komponist, aber ein guter Dirigent.
Ein Luigi Schiatti, der ab 1754 als Violinist ebenfalls in der württembergischen Hofkapelle spielte, war vermutlich sein Bruder. Dieser nahm 1765 seinen Abschied aus Stuttgart und wechselte nach Sankt Petersburg, wo er als Geiger hohes Ansehen genoss.

## Werke
- 6 Sonaten (Duette) für zwei Violinen und B.c.
- Triosonaten
- 3 Concerti für Traversflöte und Orchester
- 17 Flötentrios
- 1 Oboentrio